# Smilax quinquenervia
Smilax quinquenervia là một loài thực vật có hoa trong họ Smilacaceae. Loài này được Vell. miêu tả khoa học đầu tiên năm 1831.